# The Open Championship 1989
De 118e editie van het Brits Open werd van 20-23 juli gespeeld op de Royal Troon Golf Club. Het was de eerste keer dat Mark Calcavecchia een Major won.
Er deden twaalf voormalige winnaars mee: Seve Ballesteros (1979, 1984, 1988), Nick Faldo (1987), Sandy Lyle (1985), Johnny Miller (1976), Jack Nicklaus (1966, 1970, 1978), Greg Norman (1986), Lee Trevino (1971, 1972) en Tom Watson (1975, 1977, 1980, 1982, 1983) haalden de cut, Tony Jacklin (1969), Arnold Palmer (1961, 1962), Gary Player (1959, 1968, 1974), Tom Weiskopf (1973) kwalificeerden zich niet voor het weekend.
Na de eerste ronde stond Wayne Stephens aan de leiding met -6 en werd de tweede plaats gedeeld door zeven spelers die allen een ronde van 68 maakten. Na de tweede en derde ronde stond Wayne Grady aan de leiding met 68-67-69. Hij speelde de laatste dag met Tom Watson, op wie hij slechts 1 slag voorsprong had. Watson speelde par en eindigde op de vierde plaats. De eerste plaats bleef voor Wayne Grady, maar hij moest hem delen met Greg Norman en Mark Calcavecchia, waardoor een play-off noodzakelijk werd om de winnaar te bepalen.

## Top-10
| Nr | Speler            | Score           | Score | Prijs (£) |
| -- | ----------------- | --------------- | ----- | --------- |
| T1 | Mark Calcavecchia | 71-68-68-68=275 | –13   | Play-off  |
| T1 | Greg Norman       | 69-70-72-64=275 | –13   | Play-off  |
| T1 | Wayne Grady       | 68-67-69-71=275 | –13   | Play-off  |
| 4  | Tom Watson        | 69-68-68-72=277 | –11   | 40,000    |
| 5  | Jodie Mudd        | 73-67-68-70=278 | –10   | 30,000    |
| T6 | Fred Couples      | 68-71-68-72=279 | –9    | 26,000    |
| T6 | David Feherty     | 71-67-69-72=279 | –9    | 26,000    |
| T8 | Eduardo Romero    | 68-70-75-67=280 | –8    | 21,000    |
| T8 | Paul Azinger      | 68-73-67-72=280 | –8    | 21,000    |
| T8 | Payne Stewart     | 72-65-69-74=280 | –8    | 21,000    |

Deze play-off bestond voor het eerst uit vier holes en hiervoor werden hole 1 (par 4), 2 (par 4), 17 (par 3) en 18 (par 4) gebruikt.
| Nr | Speler            | Score      | Score | Prijs (£) |
| -- | ----------------- | ---------- | ----- | --------- |
| 1  | Mark Calcavecchia | 4-3-3-3=13 | –2    | 80,000    |
| T2 | Wayne Grady       | 4-4-4-4=16 | +1    | 55,000    |
| T2 | Greg Norman       | 3-3-4-x=x  |       | 55,000    |

Vanaf 1970:
1970 ·
1971 ·
1972 ·
1973 ·
1974 ·
1975 ·
1976 ·
1977 ·
1978 ·
1979 ·
1980 ·
1981 ·
1982 ·
1983 ·
1984 ·
1985 ·
1986 ·
1987 ·
1988 ·
1989 ·
1990 ·
1991 ·
1992 ·
1993 ·
1994 ·
1995 ·
1996 ·
1997 ·
1998 ·
1999 ·
2000 ·
2001 ·
2002 ·
2003 ·
2004 ·
2005 ·
2006 ·
2007 ·
2008 ·
2009 ·
2010 ·
2011 ·
2012 ·
2013 ·
2014 ·
2015 ·
2016 ·
2017 ·
2018 ·
2019 ·
2020